# Ikaro
El ikaro, ikara, icaro o íkaro (en idioma shipibo-conibo: rao bewá) es el nombre común usado para denominar a los cantos mágicos y sagrados utilizados en la medicina tradicional amazónica peruana. En los pueblos shipibo-conibo, asháninca y yine, el nombre de íkaro o íkara hace referencias a los cantos mágicos utilizados en las sesiones de ayahuasca. Son cantos utilizados por los curanderos y curanderas, entre ellos los shipibos quienes denominan a sus especialistas Meraya (o Muraya) y Onanya, en los rituales de sanación. Son de varios tipos y tienen tres dimensiones: energéticas, sonoras y semánticas. A través de estos cantos, se invocan a los espíritus y se les solicita su ayuda e intervención.
Los cantos mágicos shipibos, o ikaros shipibos, fueron declarados Patrimonio Cultural de la Nación el 15 de junio de 2016.
Existen otras tradiciones que utilizan cantos mágicos como los anent de las naciones jíbaras, los eshuva de los huachipaeri, los meye de los piaroas, los mariri de los cocama, los xonkati de los kakataibo, los kamchi pirana de los yine o los tarjos del curanderismo norteño en Perú. En los rituales de estas culturas, el uso tradicional de estos cantos mágicos puede (aunque no siempre) asociarse al uso de plantas enteógenas como el tabaco (Nicotiana rustica), la poción de ayahuasca (Banisteriopsis caapi y Psychotria viridis), el cactus San Pedro (Echinopsis pachanoi) y el yopo (Anadenanthera peregrina).

## Etimología
- En la lengua cocama-cocamilla del pueblo amazónico cocama la palabra ikara significa «canto», aunque en este pueblo el término mariri es utilizado para referirse a los cantos mágicos.[10]
- En la lengua inga del pueblo quechua Pastaza en la Amazonía norte peruana, existen dos palabras relacionadas:[11]
  - ikara: «rito(s) mágicos utilizando tabaco» (Chay payaka ikaratashi yacharka mana payta apinanpa supayka).
  - ikarana: «curar o hacer daño a una persona fumando y repitiendo» (Bruhuka atallpanta shuwata ikarashka).

## Función
De acuerdo al antropólogo Pedro Favarón, los cantos mágicos y sagrados como los del pueblo shipibo y jíbaro son la herramienta principal utilizada en los rituales de curación de los médicos visionarios amazónicos. Los cantos se dirigen a los seres que habitan los planos suprasensibles para convocarlos y solicitarles intervengan con sus conocimientos y capacidades para curar a los pacientes.
La médico cirujano Rosa Giove del Centro Takiwasi explica lo que es un íkaro a partir de sus experiencias:

Tuve una visión en una sesión de ayahuasca muy fuerte en la que me enseñaron lo que es un ícaro. Veía una columna de colores, una especie de líquido o gas que todas las personas que estaban en la sesión tenían. La columna cambiaba sus colores, era la energía que fluía a través de lo que se conoce como chakras, aunque en esa época yo no sabía nada de chakras pero a raíz de esta visión empecé a averiguar sobre eso. Entonces veía que cada persona tenía entre la corona y el piso, una cosa gaseosa o líquida que cambiaba la tonalidad de sus colores, pasaba por diferentes sitios y hacía nudos en diferentes partes de la persona, y para cada uno de estos nudos había una llave; me enseñaban unas llaves y de pronto estas llaves volaban, flotaban y se convertían en notas musicales, de algún modo había notas musicales o sonidos que actuaban sobre esos centros energéticos. Entonces pienso que el ícaro, lo que hace es poner en secuencia, ordenar estas diferentes llaves o notas musicales para poder actuar sobre los centros energéticos de las personas y poder ordenarlos, y poder hacer que la persona encuentre su equilibrio.
Rosa Giove (Tarapoto 2009).

### Tipos de íkaros
Algunos íkaros tienen funciones específicas:
- warmikara (en quechua) o nexati (en shipibo), un canto mágico para el amor
- shitana, un canto para hacer brujería
- manchari (en quechua) o ratetaki iká (en shipibo), un canto para quitar el "susto"
- arkana (en quechua) o panaati (en shipibo), un canto de protección
- mechati (en shipibo), un canto para que un joven se convierta en un buen cazador
- kené onamati (en shipibo), un canto para que la persona realice buenos diseños
- metsati (en shipibo), un canto para que la persona mejor su apariencia frente al sexo opuesto

## Patrimonio cultural del Perú
Los íkaros del pueblo shipibo-konibo-xetebo fueron declarados Patrimonio Cultural de la Nación el 15 de junio de 2016 con la Resolución Viceministerial N.° 068-2016-VMPCIC-MC del Ministerio de Cultura:

SE RESUELVE:

Declarar a los Íkaros del pueblo shipibo-konibo-xetebo como Patrimonio Cultural de la Nación, pues constituyen un elemento transversal de la cultura de este pueblo indígena amazónico y son expresión de su relación íntima y armoniosa con la naturaleza, relación que se establece sobre la base de aprender de ella, cuidarla, escucharla y respetarla.
Resolución Viceministerial N.° 068-2016-VMPCIC-MC
15 de junio de 2016, Ministerio de Cultura.

### Filmografía
- Delia Ackerman y Heather Greer (directoras) (2011). Esas voces que curan.  Escena en 46 minutos. Consultado el 24 de febrero de 2018.
- Leonor Caraballo y Matteo Norzi (directores) (2016). Icaros: A Vision.

- Datos: Q5985066
- Multimedia: Íkaro / Q5985066